# Moyglare Stud Stakes
 (mars 2019).
Si vous disposez d'ouvrages ou d'articles de référence ou si vous connaissez des sites web de qualité traitant du thème abordé ici, merci de compléter l'article en donnant les références utiles à sa vérifiabilité et en les liant à la section « Notes et références ».
Groupe 1
Les Moyglare Stud Stakes est une course hippique de groupe I qui se court fin août, début septembre, à The Curragh, Comté de Kildare, en Irlande.
Disputée sur la distance d'environ 1 400 mètres, c'est une course de plat réservée aux pouliches de 2 ans. Créée en 1970, courue sur 1 200 mètres jusqu'en 1991, elle est nommée ainsi en référence à un célèbre haras irlandais. L'allocation s'élève à 350 000 €.

## Palmarès depuis 1987
| Année | Vainqueur         | Pays        | Père            | Jockey           | Entraîneur          | Propriétaire              | Temps   |
| ----- | ----------------- | ----------- | --------------- | ---------------- | ------------------- | ------------------------- | ------- |
| 2024  | Lake Victoria     | Irlande     | Frankel         | Wayne Lordan     | Aidan O'Brien       | Coolmore                  | 1'23"73 |
| 2023  | Fallen Angel      | Royaume-Uni | Too Darn Hot    | Daniel Tudhope   | Karl Burke          | Clipper Logistics         | 1'27"50 |
| 2022  | Tahiyra           | Irlande     | Siyouni         | Chris Hayes      | Dermot Weld         | S.A. Aga Khan             | 1'29"16 |
| 2021  | Discoveries       | Irlande     | Mastercraftsman | Shane Foley      | Jessica Harrington  | Famille Niarchos          | 1'27"10 |
| 2020  | Shale             | Irlande     | Galileo         | Ryan Moore       | Aidan O'Brien       | Smith, Magnier & Tabor    | 1'27"19 |
| 2019  | Love              | Irlande     | Galileo         | Ryan Moore       | Aidan O'Brien       | Smith, Magnier & Tabor    | 1'24"28 |
| 2018  | Skitter Scatter   | Irlande     | Scat Daddy      | Ronan Whelan     | Patrick Prendergast | Anthony Rogers            | 1'25"06 |
| 2017  | Happily           | Irlande     | Galileo         | Wayne Lordan     | Aidan O'Brien       | Smith, Magnier & Tabor    | 1'26"93 |
| 2016  | Intricately       | Irlande     | Fastnet Rock    | Donnacha O'Brien | Joseph O'Brien      | Chantal Regalado-Gonzalez | 1'28"50 |
| 2015  | Minding           | Irlande     | Galileo         | Seamie Heffernan | Aidan O'Brien       | Smith, Magnier & Tabor    | 1'28"48 |
| 2014  | Cursory Glance    | Royaume-Uni | Distorted Humor | Andrea Atzeni    | Roger Varian        | Merry Fox Stud Ltd        | 1'24"80 |
| 2013  | Rizeena           | Royaume-Uni | Iffraaj         | James Doyle      | Clive Brittain      | Rashid Al Maktoum         | 1'22"91 |
| 2012  | Sky Lantern       | Royaume-Uni | Red Clubs       | Richard Hughes   | Richard Hannon      | Ben Keswick               | 1'25"14 |
| 2011  | Maybe             | Irlande     | Galileo         | Joseph O'Brien   | Aidan O'Brien       | Michael Tabor             | 1'24"26 |
| 2010  | Misty For Me      | Irlande     | Galileo         | Seamus Heffernan | Aidan O'Brien       | Michael Tabor             | 1'24"56 |
| 2009  | Termagant         | Irlande     | Powerscourt     | D.McDonogh       | K.Prendergast       | J.Vasicek                 | 1'35"20 |
| 2008  | Again             | Irlande     | Danehill Dancer | Seamus Heffernan | David Wachman       | Michael Tabor             | 1'28"80 |
| 2007  | Saoirse Abu       | Irlande     | Mr Greeley      | Kevin Manning    | Jim Bolger          | Ennistown Stud            | 1'25"00 |
| 2006  | Miss Beatrix      | Irlande     | Danehill Dancer | Willie Supple    | Kevin Prendergast   | William Durkan            | 1'23"10 |
| 2005  | Rumplestiltskin   | Irlande     | Danehill        | Kieren Fallon    | Aidan O'Brien       | Sue Magnier               | 1'25"80 |
| 2004  | Chelsea Rose      | Irlande     | Desert King     | Pat Shanahan     | Con Collins         | Frances Donnelly          | 1'24"20 |
| 2003  | Necklace          | Irlande     | Darshaan        | Michael Kinane   | Aidan O'Brien       | Michael Tabor             | 1'23"10 |
| 2002  | Mail the Desert   | Royaume-Uni | Desert Prince   | Steve Drowne     | Mick Channon        | John Livock               | 1'25"50 |
| 2001  | Quarter Moon      | Irlande     | Sadler's Wells  | Michael Kinane   | Aidan O'Brien       | Roisin Henry              | 1'24"50 |
| 2000  | Sequoyah          | Irlande     | Sadler's Wells  | Jamie Spencer    | Aidan O'Brien       | Sue Magnier               | 1'26"70 |
| 1999  | Preseli           | Irlande     | Caerleon        | Eddie Ahern      | Michael Grassick    | Neil Jones                | 1'24"20 |
| 1998  | Ebadiya           | Irlande     | Rainbow Quest   | Johnny Murtagh   | John Oxx            | Aga Khan                  | 1'29"20 |
| 1997  | Tarascon          | Royaume-Uni | Tirol           | Pat Smullen      | Tommy Stack         | Jane Rowlinson            | 1'28"50 |
| 1996  | Bianca Nera       | Royaume-Uni | Salse           | Kevin Darley     | David Loder         | S. R. Frisby              | 1'26"30 |
| 1995  | Priory Belle      | Irlande     | Priolo          | Pat Gilson       | Jim Bolger          | Ballylinch Stud           | 1'25"20 |
| 1994  | Belle Genius      | Royaume-Uni | Beau Genius     | Jason Weaver     | Paul Kelleway       | L. J. Rice                | 1'28"30 |
| 1993  | Lemon Souffle     | Royaume-Uni | Salse           | Lester Piggott   | Richard Hannon      | Comte de Carnarvon        | 1'27"50 |
| 1992  | Sayyedati         | Royaume-Uni | Shadeed         | Michael Roberts  | Clive Brittain      | Mohamed Obaida            | 1'31"50 |
| 1991  | Twafeaj           | Royaume-Uni | Topsider        | Bruce Raymond    | Ben Hanbury         | Abdullah Buhaleeba        | 1'11"30 |
| 1990  | Capricciosa       | Irlande     | Alzao           | John A. Reid     | Vincent O'Brien     | Robert Sangster           | 1'11"70 |
| 1989  | Chimes of Freedom | Royaume-Uni | Private Account | Steve Cauthen    | Henry Cecil         | Stavros Niarchos          | 1'10"90 |
| 1988  | Flamenco Wave     | Irlande     | Desert Wine     | Ron Quinton      | John Oxx            | Cheikh Al Maktoum         | 1'16"10 |
| 1987  | Flutter Away      | Irlande     | Lomond          | Michael Kinane   | Dermot Weld         | Oliver Murphy             | 1'17"30 |